# Cherven
Cherven (bielorruso: Чэ́рвень; hasta 1923: Ігу́мен Ihumen; ruso: Че́рвень) es una ciudad subdistrital de Bielorrusia, capital del distrito homónimo en la provincia de Minsk.
En 2023, la ciudad tenía una población de 10 542 habitantes. Es el centro administrativo del consejo rural homónimo sin formar parte del mismo.
Se ubica unos 40 km al sureste de Minsk, sobre la carretera M4 que lleva a Maguilov.

## Historia
La aldea de Ihumen, origen de la actual ciudad, aparece en documentos por primera vez en 1387, cuando pertenecía al Gran Ducado de Lituania. Durante varios siglos fue un asentamiento rural que perteneció a los obispos de Vilna. En 1595, las tropas de la República de las Dos Naciones se organizaron aquí para luchar contra la rebelión dirigida por Severyn Nalyvaiko. Las tropas rusas destruyeron el pueblo durante la guerra ruso-polaca (1654-1667), aunque en 1669 se menciona ya el establecimiento de una iglesia aquí. A principios del siglo XVIII, en la gran guerra del Norte fue un centro de operaciones en el que se estableció Carlos XII de Suecia.
En la partición de 1793, Ihumen pasó a formar parte del Imperio ruso, que confiscó las tierras a la diócesis de Vilna y otorgó a la localidad el estatus de miasteczko. Los rusos desarrollaron notablemente el asentamiento, que pasó de poco más de quinientos habitantes en 1800 a unos cinco mil al comenzar el siglo XX. En 1918 pasó a formar parte de la República Popular Bielorrusa y, unos años más tarde, la RSS de Bielorrusia le dio en 1923 su actual topónimo (que significa "junio") y en 1924 el estatus de capital distrital. Tiene estatus de ciudad desde 1938. En 1989, durante la disolución de la Unión Soviética, se descubrió aquí un área con restos de miles de presos políticos del período soviético y víctimas de la masacre de Cherven de 1941, que fue conocido como el "Segundo Kurapaty".